# Ленцервише
Ленцервише (нем. Lenzerwische) — община в Германии, в земле Бранденбург.
Входит в состав района Пригниц. Подчиняется управлению Ленцен-Эльбталауэ.  Население составляет 510 человек (на 31 декабря 2010 года). Занимает площадь 41,94 км².
| Год  | Население |
| ---- | --------- |
| 2005 | 534       |
| 2010 | 516       |